# Laurito (Kampanien)

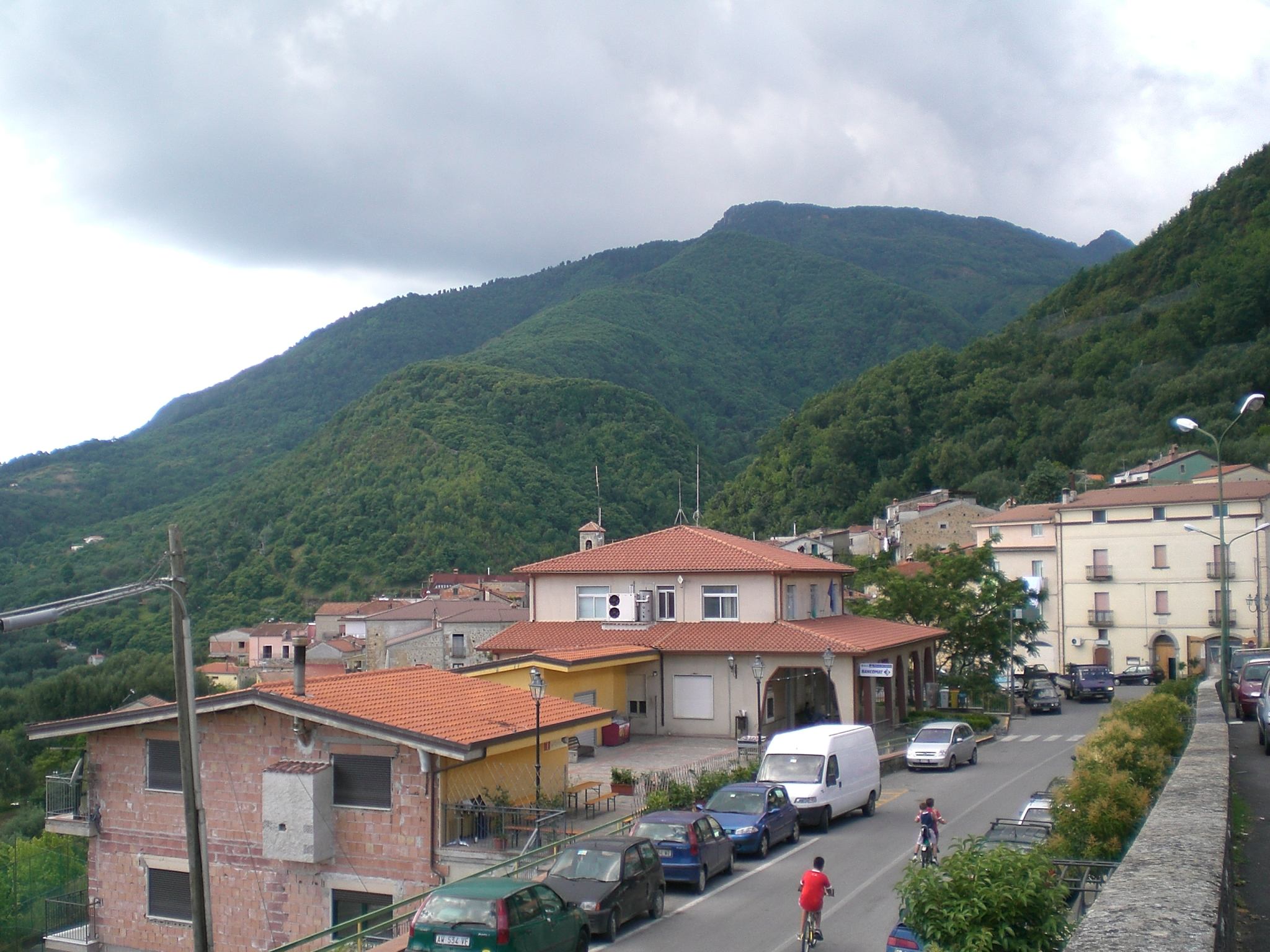
Laurito

Laurito ist eine süditalienische Gemeinde (comune) mit 698 Einwohnern (Stand: 31. Dezember 2023) in der Provinz Salerno in der Region Kampanien. Sie ist Teil der Comunità Montana Zona del Lambro e del Mingardo. Schutzpatron des Ortes ist der hl. Filippo von Agira.

## Geografie
Laurito liegt südlich von Salerno und südöstlich von Vallo della Lucania im Cilento am Fluss Udria am Fuß des Monte Fulgenti. Das Gemeindegebiet umfasst eine Fläche von 20,22 km². Der Ort liegt auf einer Höhe von 475 Metern über dem Meer. Die Nachbargemeinden sind Alfano, Celle di Bulgheria, Montano Antilia, Roccagloriosa, Novi Velia und Rofrano. Auf dem Gemeindegebiet liegt der Monte Gelbison.